# Польна Єва Леонідівна
Єва Леонідівна Польна (нар. 19 травня 1975, Ленінград) — російська співачка, композиторка та авторка пісень. Колишня солістка російської групи «Гості з майбутнього». Виконавиця з найбільшою ротацією на радіостанціях Росії та країн СНД 2013 року. Володарка дев'яти премій «Золотий грамофон». Пише жартівливі вірші під псевдонімом «Жозефіна Аскольдівна Воздержак».

## Біографія
Народилася 19 травня 1975 року в Ленінграді (нині Санкт-Петербург).
Батько Леонід Олександрович Польний — поляк, військовий лікар. Мати Любов Миколаївна Польна працювала інженером-технологом на одному з ленінградських заводів.
У дитинстві захоплювалася науковою фантастикою, займалася співом і танцями.
1991 року вступила до Ленінградського державного інституту культури імені Н. К. Крупської, який закінчила 1996 року, здобувши спеціальність «бібліотекар-бібліограф», також маючи другу спеціалізацію «інформаційний менеджмент і маркетинг». Після цього вступила до Санкт-Петербурзького коледжу мистецтв.

## Кар'єра

### Група «А-2»
1994 року увійшла до складу пітерської реп-групи «А-2» як танцівниця і бек-вокалістка. Через рік співачка покинула колектив. Деякий час виступала в різних пітерських клубах, де співала класичні рок-балади 1970-х років.

### Група «Гості з Майбутнього»
1996 року познайомилася з Юрієм Усачовим, який тоді шукав вокалістку для власного музичного проєкту. Цією вокалісткою і стала Польна, а проєкт отримав назву «Гості з майбутнього». Вона була авторкою пісень гурту, постановником усього шоу «Гостей з майбутнього» і творцем ескізів усіх сценічних костюмів колективу.
Узимку 1997 року група «Російський Розмір» запросила Єву Польну на студію для запису свого нового альбому, вона виконала всі партії жіночого вокалу в альбомі «Танцюємо?».
Перший виступ групи відбувся 8 березня 1998 року в нічному клубі «Титанік» (нині — це «Ray-Just Arena»). Проте творчого успіху не було.
Перший альбом, «Через сотни лет», був записаний спільно з Євгеном Арсентьєвим і всього лише за одну ніч. Але пісні з альбому не були особливо популярні серед російських слухачів.
Пізніше група стала грати в жанрі попмузики. Перша пісня, написана в цьому жанрі, — «Беги от меня», стала популярною на російських радіостанціях.
1999 року, уклавши контракт з Євгеном Орловим, колектив записує другий альбом — «Беги от меня», а 2000 року — третій альбом — «Зима в сердце».
Хітом колективу стає пісня «Игры». Кліп на цю композицію, знятий під час гастрольної поїздки в Лондон, отримав найбільшу популярність. Через деякий час після виходу відеокліпу «Игры» група розірвала контракт з Євгеном Орловим.
8 березня 2003 року «Гостям з майбутнього» виповнилося 5 років. Публічне святкування ювілею відбулося 4 квітня того ж року в Санкт-Петербурзі в Палаці спорту «Ювілейний». Це був перший сольний концерт групи в Санкт-Петербурзі, а перший сольний концерт у Москві відбувся 9 березня 2006 року в Московському художньому академічному театрі імені Максима Горького. Також саме в цьому театрі відбулася презентація останнього альбому групи — «За звездой».
У березні 2009 року Єва Польна заявила про те, що Юрій Усачов покинув групу, але «Гості з майбутнього» не припинила своє існування. Була написана пісня «Я твоя киска», на яку було знято кліп.

### Сольна кар'єра
2009 року оголосила про розпад групи і початку своєї сольної кар'єри. У цей час вона випускає пісню «Хлопці не плачуть» і до неї знімає кліп.
У травні 2010 року виходять пісні «Не расставаясь» та «Миражи».
2011 року записані пісні «Корабли» і «Я тебя тоже нет».
2012 року випускає сингл «Весь мир на ладони моей», який посів перші місця на російських хіт-парадах.
У квітні 2013 року виходить пісня «Молчание», а восени того ж року Єва Польна проводить концертний тур «Всё обо мне» в Москві, Санкт-Петербурзі, Нижньому Новгороді і Краснодарі. У грудні 2013 року стає найбільш ротованою виконавицею на території Росії та країн Співдружності Незалежних Держав, а пісня «Весь мир на ладони моей» потрапила до трійки найбільш ротованих композицій на радіо (за даними порталу TopHit). Того ж року Єва брала участь у програмі «Один в один!» на Першому каналі.
У березні 2014 року відбулася прем'єра пісні «Это не ты», а 19 травня того ж року — прем'єра першого сольного альбому співачки — «Поёт любовь». Критик «Time Out Москва» Максим Тувім написав про роботу: «Світлий, ліричний соло-дебют екс-учасниці „Гостей з майбутнього“, у якому чується відгомін творчості найяскравіших естрадних артистів Радянського Союзу (від Ганни Герман до Олексія Рибникова), — запросто найкращий російськомовний альбом 2014-го». 4 червня 2014 року в ефірі телепередачі «Наодинці з усіма» на Першому каналі Єва Польна дала своє перше велике інтерв'ю на телебаченні. Також співачка взяла участь у програмі «Живий звук» на каналі «Росія-1». Цього ж року Польна стала членом журі в реаліті-шоу «Хочу до Меладзе».
У листопаді 2015 року був записаний сингл «Мало», на який у лютому 2016 року був знятий кліп.
14 лютого 2016 року відбувся великий сольний концерт Єви Польної «Ще раз про любов».
У жовтні 2016 року була випущена нова пісня «Фантастика», а в березні 2017 року на сольному концерті в Санкт-Петербурзі відбулася прем'єра пісні «Megapolis». Улітку 2017 року Єва у своєму профілі в Instagram повідомила, що працює над новим альбомом. У жовтні 2017 року у Москві вона представила нове шоу «Глибоке синє море». 26 грудня 2017 року відбулася прем'єра другого сольного альбому Єви — «Феникс»

## Особисте життя
2001 року Єва Польна вчинила камінг-аут як бісексуалка.
У співачки дві дочки:
- Евелін (нар.. 6 червня 2005) від співака Дениса Клявера[7][8].
- Амалія (нар.. 8 травня 2007) від бізнесмена Сергія Пильгуна.

Брат В'ячеслав Єсенін.
За деякими даними, Єва Польна уклала в Нідерландах шлюб зі своїм директором Олександрою Манією. Обидві жінки спростовують ці чутки.

## Дискографія

### У складі групи «Гості з майбутнього»
Студійні альбоми
- Через сотни лет… (1997)
- Время песок… (1998)
- Беги от меня (1999)
- Зима в сердце (2000)
- Это сильнее меня, часть 1 (2000)
- Ева (2002)
- Это сильнее меня, часть 2 (2003)
- Больше, чем песни (2005)
- За звездой (2007)

Збірники
- Best (2001)
- Любовное настроение/Любовные истории (2003)

Альбоми реміксів
- Правила движения (2004)
- Реальна только музыка (2007)

Сингли
- Я твоя киска (2008)

### Сольна творчість
Студійні альбоми
- Поёт любовь (2014)
- Феникс (2017)

Сингли
- Парни не плачут (2009)
- Не расставаясь (2010)
- Миражи (2010)
- Корабли (2011)
- Je T'aime (Я тебя тоже нет)  (2011)
- Весь мир на ладони моей (2012)
- Молчание (2013)
- Делай любовь со мной (2014)
- Мало (2015)
- Фантастика (2016)
- Megapolis (2017)
- Глубокое синее море (2017)
- Официальные лица (2017)
- Это сильнее меня (feat. Burito) (2018)
- Небыль (2019)
- Без тебя (2019)
- Снег (2020)
- Bésame Mucho (2020)

## Відеографія

#### У групі «Гості з майбутнього»
- Беги от меня (1999)
- Нелюбовь (1999)
- Зима в сердце (1999)
- Игры (2000)
- Ты где-то (2000)
- Это сильнее меня (2000)
- Так отважно (2001)
- Он чужой (2002)
- Метко (2002)
- Почему ты? (2003)
- Грустные сказки (2004)
- Лучшее в тебе (2005)
- Я рисую (2006)
- Мама гуд-бай! (2006)
- Реальна только музыка (2007)
- Я не для тебя (2008)
- Я твоя киска (2008)

#### Сольна кар'єра
| Рік  | Кліп                         | Режисер                                           | Альбом       |
| ---- | ---------------------------- | ------------------------------------------------- | ------------ |
| 2009 | Хлопці не плачуть            | Влад Опельянц                                     | TBA          |
| 2009 | Не розлучаючись              | Єва Польна                                        | Співає любов |
| 2010 | Міражі                       | Єва Польна                                        | Співає любов |
| 2011 | Я тебе теж немає (Je t'aime) | Єва Польна                                        | Співає любов |
| 2012 | Весь світ на долоні моєї     | Владилен Разгулин / Єва Польна                    | Співає любов |
| 2016 | Мало                         | Владилен Разгулин / Єва Польна / Олександра Манія | Фенікс       |

## Чарти
| Рік  | Назва                         | Чарти                                   | Чарти                              | Чарти                                      | Чарти                                | Чарти                              | Чарти                            | Чарти                                  | Альбом             |
| Рік  | Назва                         | Росія та СНД (TopHit Загальний Топ-100) | Росія (TopHit Московський Топ-100) | Росія (TopHit Санкт-Петербурзький Топ-100) | Україна (TopHit Український Топ-100) | Україна (TopHit Київський Топ-100) | Радіочарт за заявками TopHit 100 | Росія та СНД (TopHit Загальний річний) | Альбом             |
| ---- | ----------------------------- | --------------------------------------- | ---------------------------------- | ------------------------------------------ | ------------------------------------ | ---------------------------------- | -------------------------------- | -------------------------------------- | ------------------ |
| 2003 | «Новогодняя песня»            | 5                                       |                                    |                                            |                                      |                                    |                                  |                                        | Это сильнее меня 2 |
| 2004 | «Грустные сказки»             | 1                                       |                                    |                                            |                                      |                                    |                                  |                                        | Больше, чем песни  |
| 2004 | «Всё решено»                  | 3                                       |                                    |                                            |                                      |                                    |                                  |                                        | Больше, чем песни  |
| 2005 | «Лучшее в тебе»               | 2                                       |                                    |                                            |                                      |                                    |                                  |                                        | Больше, чем песни  |
| 2007 | «Самый любимый враг»          | 4                                       |                                    |                                            |                                      |                                    |                                  |                                        | За звездой         |
| 2008 | «Я не для тебя»               | 6                                       |                                    |                                            |                                      |                                    |                                  |                                        | За звездой         |
| 2009 | «Парни не плачут»             | 13                                      | 62                                 | 11                                         | -                                    | 8                                  | 2                                | 79                                     | TBA                |
| 2010 | «Не расставаясь»              | 8                                       | 74                                 | 18                                         | -                                    | 66                                 | 6                                | 80                                     | Поёт любовь        |
| 2010 | «Миражи»                      | 88                                      | -                                  | -                                          | 67                                   | 64                                 | 28                               | -                                      | Поёт любовь        |
| 2011 | «Корабли»                     | 96                                      | -                                  | -                                          | -                                    | -                                  | 12                               | -                                      | Поёт любовь        |
| 2011 | «Отдбой» feat. Денис Клявер   | 223                                     | -                                  | -                                          | -                                    | -                                  | 165                              | -                                      | Поёт любовь        |
| 2011 | «Я тебя тоже нет (Je t'aime)» | 1                                       | 9                                  | 7                                          | 1                                    | 1                                  | 1                                | 9                                      | Поёт любовь        |
| 2012 | «Весь мир на ладони моей»     | 1                                       | 2                                  | 3                                          | 1                                    | 1                                  | 1                                | 2                                      | Поёт любовь        |
| 2013 | «Молчание»                    | 14                                      | 20                                 | 40                                         | 23                                   | 59                                 | 3                                | 63                                     | Поёт любовь        |
| 2014 | «Это не ты»                   | 82                                      |                                    |                                            |                                      |                                    | 4                                |                                        | Поёт любовь        |
| 2016 | «Мало»                        | 26                                      |                                    |                                            |                                      |                                    |                                  |                                        | Феникс             |

## Нагороди

### У групі «Гості з майбутнього»
- 1999 — «Золотий грамофон» (Росія) за пісню «Я с тобой»
- 2000 — «Золотий грамофон» (Росія) за пісню «Ты где-то»
- 2001 — «Золотий грамофон» (Росія) за пісню «Ундина»
- 2002 — «Золотий грамофон» (Росія) за пісню «Он чужой»
- 2003 — «Золотий грамофон» (Росія) за пісню «Почему ты, почему навсегда»
- 2009 — «Золотий грамофон» (Росія) за пісню «За звездой»

### У сольній кар'єрі
- 2011 — Золотий грамофон (Україна) за пісню «Корабли»
- 2012 — Премія Fashion People Awards 2012 в номінації «Fashion Female voice»
- 2012 — Золотий грамофон (Санкт-Петербург) за пісню «Я тебе тоже нет»
- 2012 — Диплом Червоної зірки за пісню «Я тебя тоже нет»
- 2013 — Статуетка Червоної зірки за пісню «Весь мир на ладони мое», призи січня і лютого
- 2013 — Премія Top Hit Music Awards за безпрецедентне зростання ротації своїх треків в радіоефірі 2012 року
- 2013 — Премія Top Hit Music Awards як автору і виконавцю самої замовленої на радіо пісні — «Я тебя тоже нет»
- 2013 — Премія Top Hit Hall Of Fame за видатний внесок у розвиток російської популярної музики
- 2013 — Диплом та статуетку національного чарту «Червона Зірка» за пісню «Весь мир на ладони моей»
- 2016 — «Золотий грамофон» (Росія) за пісню «Мало»
- 2017 — Премія в честь 20-річчя МУЗ-ТВ

## Факти
- У групи Вінтаж є пісня «Ева». Солістка Анна Плетньова співає слова: «Ах, Єва, я любила тебе! Твої пластинки слухала я!…». Пісня присвячена Єві Польній. Також в «Еві» звучить уривок із пісні "«Беги от меня»; до неї ж є посилання в рядках: «Зроби що-небудь, від мене тікай!».
- Мурат Насиров також присвятив Єві свою однойменну композицію і зняв на неї кліп, у якому головну роль зіграла Єва Польна.[12]
- Входить до бази даних «Миротворець»[13]